# Kazy József
Garamveszelei báró Kazy József (Nemesoroszi, 1856. február 14. – Budapest, 1923. január 28.) politikus, országgyűlési képviselő, államtitkár, huszáralezredes.

## Élete
A középiskolát a fővárosban, a piarista gimnáziumban, jogi tanulmányait pedig a tudományegyetemen végezte. 1873-ban állami szolgálatba lépett, majd először 1881-től segédfogalmazó, utána pedig évekig a Földművelésügyi Minisztérium Statisztikai Osztályának osztályvezetője volt. 1901-től ugyanennek a minisztériumnak az ún. hegyvidéki vagy felvidéki kirendeltségét vezette, miniszteri megbízottként, ezzel párhuzamosan 1905-től Balogh Vilmos helyettese is volt, sőt, szintén ő volt a IX. ügyosztály osztályvezetője. Előbbiektől függetlenül az 1900-ban rendezett párizsi, majd az 1909-ben zajlott bukaresti kiállítások miniszteri biztosaként ténykedett. 1907-től már a IX./A ügyosztályt vezette, s emellett mindkét (felvidéki és székelyföldi) kirendeltség miniszteri megbízottja. 1910-ben Sátoraljaújhely országgyűlési képviselőjének választották a Nemzeti Munkapárt színeiben, valamint a Khuen-Héderváry kormányban Serényi gróf földművelésügyi miniszter mellett politikai államtitkárrá nevezték ki, majd 1915-ben ismét államtitkár lett. Ezután nyugállományba volnult, és a Corvin Filmgyár és Filmkereskedelmi Vállalat igazgatóságában elnökölt, s e tisztét a vállalat részvénytársasággá alakulása után is megtartotta. 1913-ban őfelségétől a bárói méltóságot kapta. Tehetséges lovasként tartalékos lovastiszt volt, ilyen minőségében a kapitányi rangig jutott, 1890-től a 6. honvédhuszárezredben szolgálaton kívüli kapitány. A világháború alatt frontszolgálatot teljesített, s itt alezredessé lépett elő. 1883-ban császári és királyi kamarássá, 1915-ben pedig valóságos belső titkos tanácsossá is kinevezték.

### Címei, kitüntetései
- császári és királyi kamarás
- magyar báró
- valóságos belső titkos tanácsos
- III. osztályú vaskoronarend
- francia becsületrend tisztikeresztje
- Takova-rend középkeresztje
- román koronarend nagy tisztikeresztje